# Иезуитская академия (Полоцк)
Полоцкая иезуитская академия (пол. Akademia Połocka; бел. Полацкая езуіцкая акадэмія) — первое высшее учебное заведение на территории Беларуси. Была открыта в 1812 году на базе Полоцкого иезуитского коллегиума по указу российского императора Александра I. Полоцкая иезуитская академия получила права университета.

## Факультеты
- Факультет богословия
- Факультет свободных художеств
- Факультет языков (до реорганизации 1815 года)

## История

### Иезуиты в Полоцке
30 августа 1579 года в ходе Ливонской войны польский король Стефан Баторий штурмом взял Полоцк, который с 1563 года был занят войсками русского царя Ивана IV. Чтобы утвердить католическое влияние в этом традиционно православном белорусском городе, Стефан Баторий призвал сюда иезуитов.
В 1773 году, когда деятельность ордена иезуитов была запрещена в католических странах, с позволения российских властей он продолжал функционировать на территории Беларуси, часть которой отошла к Российской империи после раздела Речи Посполитой.
В 1777 году, по ходатайству ордена иезуитов, Екатерина II разрешила открыть в Полоцке иезуитский новициат. В феврале 1780 года он начал свою работу. После открытия новициата Полоцк становится своеобразной «столицей» ордена иезуитов. В мае 1780 года Екатерина II посетила Полоцк. Полоцкие иезуиты организовали пышную церемонию встречи и пребывания императрицы в городе.
В 1782 году иезуиты избрали генеральным викарием ордена ректора Полоцкого коллегиума Станислава Черневича. С 1785 по 1798 год генеральным викарием становится уроженец Полотчины Габриэль Ленкевич. С 1799 по 1802 год этот пост занял Франциск Каре. Папа римский повелел ему с 1801 года именоваться генералом ордена иезуитов. В дальнейшем пост генерала ордена занимал бывший преподаватель Полоцкого коллегиума Габриэль Грубер (1802—1805). С 1805 по 1820 год генералом ордена иезуитов являлся Фаддей Бжозовский, брат ректора Полоцкой иезуитской академии Раймунда Бжозовского.
После смерти Фаддея Бжозовского иезуиты были изгнаны из Российской империи. Имущества ордена, в том числе и Полоцкой иезуитской академии, было конфисковано.

### Основание Полоцкого иезуитского коллегиума
Полоцкий иезуитский коллегиум был открыт 2 июля 1580 года по указу польского короля Стефана Батория. Первым ректором Полоцкого иезуитского коллегиума был известный проповедник Петр Скарга.
В 1582 году полоцким иезуитом были переданы многие православные храмы и монастыри Полотчины. В том числе древний Спасо-Евфросиньевский монастырь, который использовался как резиденция вице-генералов ордена и ректоров Полоцкого коллегиума и академии. Полоцкий коллегиум стал одним из богатейших в Беларуси. Ему принадлежали фольварки Экимань, Казимирово, Вяжищи, Туровля, Иваньск, Межджищи, Загатье, Мосар, Игуменов, в которых проживало около 7800 человек.
Архитектурный комплекс Полоцкого иезуитского коллегиума являлся самым значительным сооружением в городе. Каменный собор св. Стефана, построенный в 1745 году при коллегиуме, являлся главной архитектурной доминантой центра Полоцка.
Практически со времени открытия Полоцкого иезуитского коллегиума при нём действовал школьный театр, который широко использовался иезуитами для миссионерской и просветительской деятельности. В репертуаре полоцкого школьного театра были пьесы на французском, итальянском и латинском языках.
Полоцкий иезуитский коллегиум готовил преподавателей по ряду дисциплин для других учебных заведений иезуитов. Так, при участии Г. Грубера Полоцкий коллегиум готовил преподавателей по архитектуре.
Современники отмечают многочисленные торжества, которые устраивались полоцкими иезуитами. Это были различные церковные шествия, религиозные диспуты, приемы, студенческие декламации, приветствия, иллюминации в честь монарших особ и важных сановников.

### Получение статуса академии
По указу императора Александра I Полоцкий иезуитский коллегиум был преобразован в академию с дарованием прав университета. Полоцкой иезуитской академии были подчинены иезуитские школы на территории Российской империи.
15 июня 1812 года произошло торжественное открытие Полоцкой иезуитской академии, на котором присутствовали белорусский генерал-губернатор герцог Александр Вюртембергский, греко-католический архиепископ Иоанн Красовский и другие.

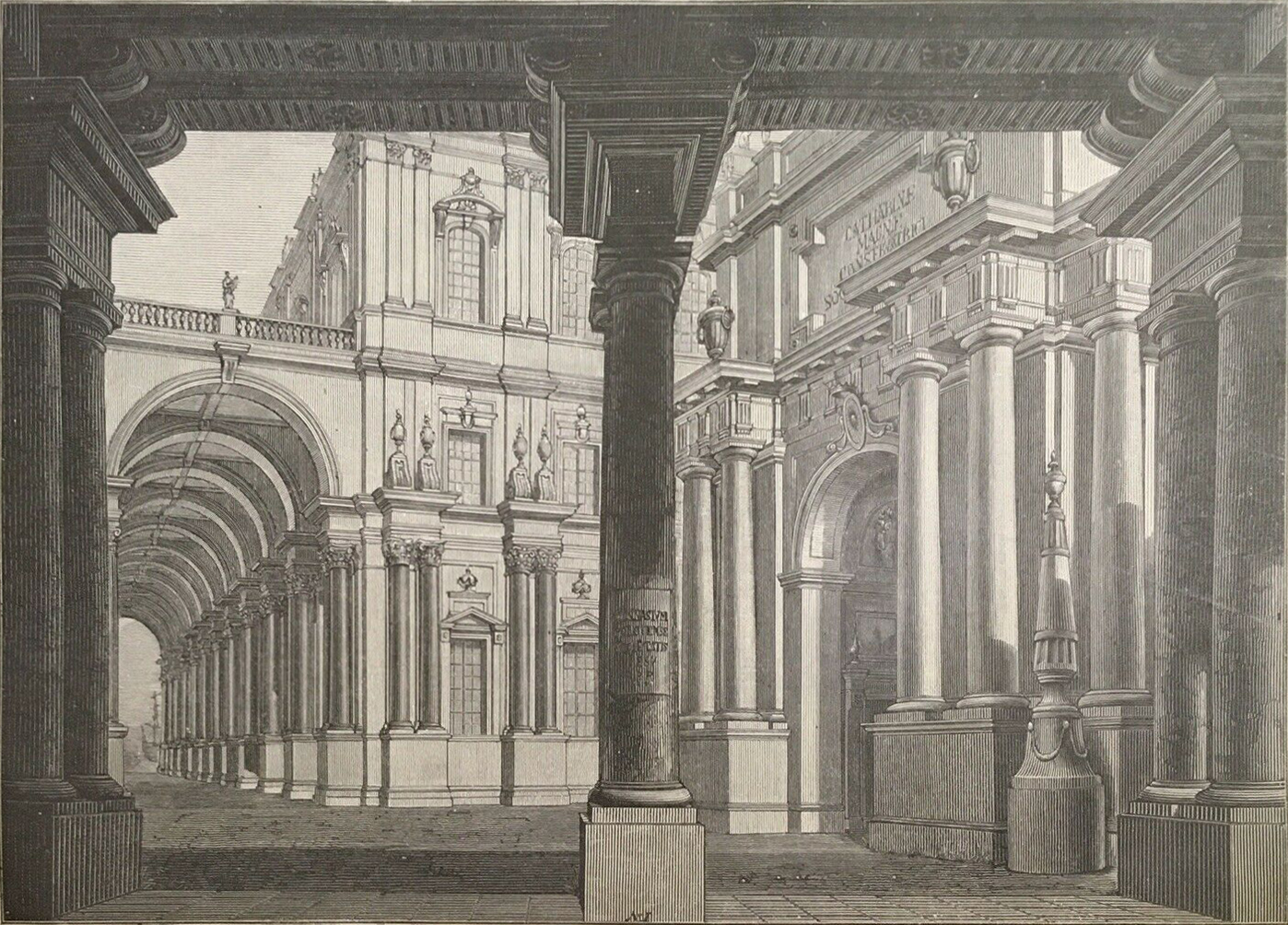
Проект реконструкции Полоцкой академии, рисунок Г. Грубера

Полоцкая иезуитская академия издавала первый на территории Беларуси литературно-научный журнал «Месечник Полоцкий» («Miesięcznik Połocki»). Журнал издавался на протяжении 1818 года и трех месяцев 1820 года ежемесячно на польском языке. Вышло 14 номеров, которые содержали 85 статей.
Полоцкая иезуитская академия владела богатейшей библиотекой (более 50 тысяч томов). При иезуитском коллегиуме и академии существовала типография, которая с 1787 по 1820 год выпустила около 500 наименований книг (преимущественно польскоязычных).
Достопримечательностью Полоцкой академии являлся музей, располагавшийся в отдельном трехэтажном корпусе. Знаменитостью музея являлась механическая голова, которая располагалась высоко в стенной нише. Она имела подвижные глаза и «отвечала» посетителям на основных европейских языках. В музея содержались коллекции оружия, произведений декоративно-прикладного искусства, гравюр, живописных полотен, геологические и зоологические экспонаты, различные механизмы и приборы.
Гордостью Полоцкой академии были астрономический зал с уникальным восьмифутовым телескопом, физический и механический кабинеты с редким оборудованием, изготовленным преподавателями академии, химическая лаборатория, минералогический кабинет.
При Полоцкой академии существовал конвикт (интернат) для малоимущих учащихся.

### Закрытие академии
17 августа 1814 года папа Пий VII обнародовал бреве Sollicitudo omnium ecclessiarum («Забота всех церквей») о легализации Иезуитского ордена и восстановлении всех его прежних привилегий. Это означало, что российские власти, в сущности, утрачивали единоличный контроль над иезуитами. Православные иерархи и часть государственных сановников, встревоженные успехами Ордена (потомственный российский аристократ князь Дмитрий Голицын, например, стал иезуитским миссионером), сумели убедить Александра I в необходимости принятия мер против иезуитов. О полном запрете деятельности Общества Иисуса речь пока не шла: 20 декабря 1815 года императорским указом иезуитов удалили из обеих российских столиц — Петербурга и Москвы. На территории Беларуси Ордену запретили принимать на учебу детей православного вероисповедания. Но уже 13 марта 1820 г. Александр I приказал: «1) Иезуитов, как забывших священный долг не только благодарности, но и верноподданнической присяги, и поэтому недостойных пользоваться покровительством Российских законов, выслать под присмотром полиции за пределы государства и впредь ни под каким видом и наименованием не впускать в Россию; 2) Полоцкую иезуитскую академию и подведомственные ей училища упразднить». Иезуиты, которые не пожелали сложить с себя орденские обеты, были высланы из Российской империи, а Полоцкая академия была ликвидирована.
После изгнания иезуитов из Российской империи и закрытия Полоцкой академии значительная часть библиотеки была расхищена. Её остатки были переданы полоцким пиарам. В дальнейшем сохранившиеся книги были распределены между различными учебными заведениями России. Оборудование полоцкой типографии в 1833 году было отправлено в Киев.
С 1822 по 1830 годы в корпусах бывшей Полоцкой иезуитской академии располагалась Полоцкое высшее пиарское училище. В 1830—1835 годах постройки академии были реконструированы, возведены новые корпуса, и здесь разместился Полоцкий кадетский корпус.
Часть редких книг академии в 1923 году была перемещена в фонд научной библиотеки Витебского высшего педагогического института.
В советское время на её территории располагался военный госпиталь. С 2005 года, после реставрации сохранившихся корпусов, здесь располагаются гуманитарный факультет, а также факультет информационных технологий Полоцкого государственного университета.

## Значение Полоцкой иезуитской академии
В XIX столетии Полоцкая иезуитская академия являлась крупнейшим образовательным центром Беларуси. Получило известность противостояние Полоцкой иезуитской академии и Виленского университета, руководство которого следовало тоталитарной идеологии в духе французского Просвещения. В Полоцкой академии вместо польского языка стал более последовательно вводиться в образовательный процесс русский язык. Полоцкие иезуиты способствовали укреплению региональной белорусской идентичности местного дворянства в противовес полонизаторской политике Виленского университета. Полоцкая академия дала значительное число общественных и государственных деятелей Российской империи.

## Ректоры Полоцкой иезуитской академии
- Пётр Скарга (с 1582)
- Станислав Влодек (с 1586)
- Адам Якубович (с 1595)
- Михаил Слабовский (1596)
- Адам Якубович (повторно, 1597)
- Адальберт Пшеводзилевский (1598)
- Михаил Слабовский (повторно, 1600)
- Валентин Матеевич (1605)
- Адам Якубович (в третий раз, 1611)
- Симон Блоненсис (1617)
- Станислав Косьницкий (1626)
- Якуб Ляховский (1629)
- Станислав Косьницкий (повторно, 1630)
- Якуб Ляховский (повторно, 1633)
- Ян Кендзежавский (1634)
- Адальберт Сялковский (1635)
- Григорий Гофман (1639)
- Андрей Брухман (1640)
- Станислав Косьницкий (в третий раз, 1644)
- Якуб Уголек (1647)
- Симон Иордан (1651)
- Августин Ягдз (1652)
- Станислав Пшигоцкий (1653 или 1654), прим. В этом году московские войска захватили Полоцк и удерживали его в своей власти тринадцать лет.
- Николай Сляцкий (с 1667)
- Даниил Бутвил (1671)
- Казимир Коялович (1673)
- Николай Сляцкий (повторно, 1675)
- Стефан Дыжевский (1677)
- Мартин Несцерович (1680)
- Михаил Бугновский (1683)
- Андрей Вырвич (1688)
- Казимир Белецкий (1691)
- Николай Зевелло (1697)
- Ян Марцелли (1700)
- Казимир Белецкий (повторно, 1703)
- Матвей Карийский (1709)
- Христофор Эйнарович (1710)
- Якуб Володкович (1713)
- Христофор Горсвило (1715)
- Адальберт Богушевич (1719)
- Станислав Сокулицкий (1727)
- Антоний Миштольт (1731)
- Станислав Сокулицкий (повторно, 1735-1740)
- Люстиг, Антоний (ректор коллегиума с 1805 — 1 августа 1814)
- Ландес, Алоизий (1 августа 1814 — 1 августа 1817)
- Бжозовский, Раймунд (1 августа 1817—1820)

## Канцлеры академии
- Джузеппе Анджолини (1813—1814)
- Раймунд Бжозовский (1814—1817)
- Михал Лесневский (1817 −1820)

## Секретари академии
- Игнаций Бжозовский (1813—1814)
- Францишек Боровский (1814—1817)
- Францишек Дзеружинский (1817—1818)
- Клеменс Пётровский (1818—1820)